# Ubiquitin

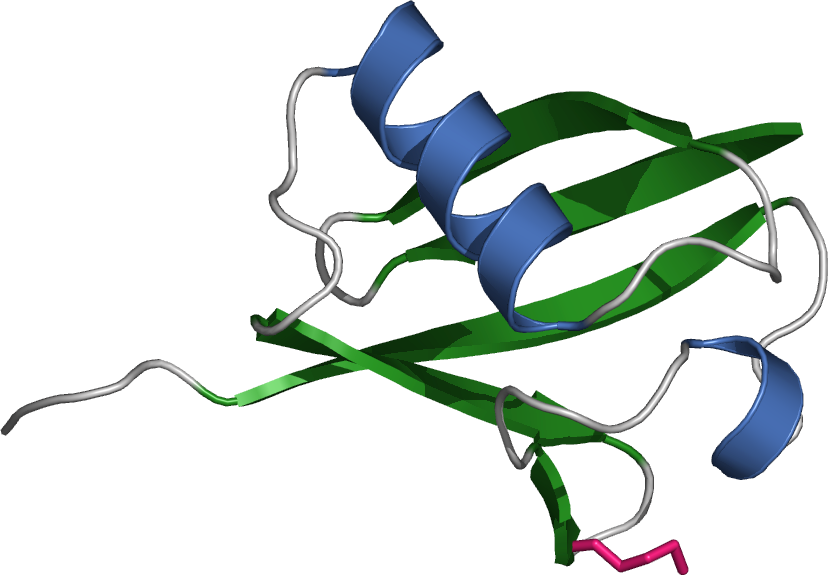
Ubikvitins tredimensionella struktur. Delen i rosa anger punkten där molekulen brukar binda.

Ubikvitin är ett protein med 76 aminosyror vars huvudsakliga syfte är att "märka" andra intracellulära proteiner som ska brytas ner (till exempel för att de är skadade, eller för att de inte behövs längre). Om ett protein märks snabbt eller långsamt beror på vilken aminosyra den har i sin N-terminala ände, och detta avgör alltså andra proteiners principiella halveringstid. Exempelvis, om ett protein börjar med metionin har det en halveringstid på runt 20 timmar, men om det börjar med arginin har det en halveringstid runt 2 minuter. När ett protein blivit märkt kommer det att brytas ned i en proteasom.

## Ubikvitinering
Ubikvitineringen börjar med att ett ubikvitinaktiverande enzym (ofta kallat E1) binder och fosforylerar ubikvitinet på dess C-terminala ände med hjälp av adenosintrifosfat genom en metioninrest på proteinet. Det aktiverade komplexet binder i sin tur till ubikvitinligas, ett komplex bestående av subenheterna E2 och E3, varpå det aktiverade ubikvitinet överförs till ubikvitinligaskomplexet.
Ubikvitinligaset kan sedan binda till andra proteiner som har en åtkomlig nergraderingssignal, när det binder in överförs ubiquitinet till en aminosyras ε-aminogrupp.
Därefter följer en polyubikvitinering medierad av enbart av E1-enzymet. Mängden ubikvitinrester styr effekterna av ubikvitineringen, i regel leder längre kedjor till nedbrytning via proteasomer, medan kortare leder till andra effekter.